# Тянь Фэншань
Тянь Фэншань (кит. 田凤山, род. октябрь 1940, Чжаоюань, Хэйлунцзян) — китайский государственный и политический деятель, министр земельных и природных ресурсов КНР с 2000 по 2003 гг. Член Компартии Китая с 1970 по 2004 гг.
Ранее губернатор Хэйлунцзяна (1995—2000), до этого вице-губернатор провинции.
Кандидат в члены ЦК КПК 14-го созыва, член Центрального комитета Компартии Китая 15 и 16-го созывов.

## Биография
Родился 8 декабря 1941 года в уезде Чжаоюань, входившем тогда в состав провинции Биньцзян Маньчжоу-го.
После окончания школы в 1961 году поступил во 2-ю артиллерийскую инженерную школу в Сиане, которую окончил в 1964 году. С 1964 по 1967 гг. преподавал в центральной начальной школе народной коммуны Ишунь в уезде Чжаоюань. Во время Культурной революции — секретарь рабочей группы уездного Революционного комитета с 1967 по 1969 гг., затем — заместитель руководителя рабочей группы ревкома с 1969 по 1973 гг., заместитель начальника политического отдела ревкома и глава группы по связям с общественностью ревкома уезда Чжаоюань. В марте 1970 года вступил в Коммунистическую партию Китая. В конце Культурной революции занимал пост председателя ревкома Чжаоюаня.
С 1973 по 1977 гг. — секретарь партийной ячейки народной коммуны, с 1977 по 1985 гг. — заместитель секретаря уездного парткома и одновременно заместитель судьи Народного суда уезда Чжаоюань (до 1983 г.). В это время окончил партийную школу КПК провинции Хэйлунцзян (1979) и Шэньянский сельскохозяйственный университет (1981).
В 1983—1985 гг. — судья Народного суда уезда Чжаоюань.
В 1985—1987 гг. — заместитель главы администрации городского уезда Суйхуа.
В 1987—1988 гг. — мэр Суйхуа и заместитель секретаря горкома КПК.
В 1988—1989 гг. — секретарь парткома КПК города Муданьцзян.
В 1989—1991 гг. — вице-губернатор провинции Хэйлунцзян.
В 1991—1994 гг. — секретарь харбинского горкома КПК и с 1992 года член Постоянного комитета парткома КПК провинции Хэйлунцзян. На 14-м Всекитайском съезде Компартии Китая (12-19 октября 1992 г.) стал кандидатом в члены ЦК КПК.
С 1992 по 1999 гг. — замсекретаря парткома КПК Хэйлунцзяна и 1994 по 1995 гг. — снова вице-губернатор и исполняющий обязанности губернатора провинции. В 1995 году официально сменил Шао Цихуэя на посту губернатора провинции Хэйлунцзян и занимал эту должность до 8 января 2000 года.
С сентября 1999 по октябрь 2003 года — министр земельных и природных ресурсов КНР и секретарь партбюро КПК министерства по совместительству.
В октябре 2003 года отстранён от исполнения обязанностей министра по обвинению в коррупции и взяточничестве. В сентябре 2004 года решением 4-го пленума ЦК КПК 16-го созыва исключён из Компартии Китая. 27 декабря 2005 года Вторым народным судом средней инстанции Пекина приговорён к пожизненному заключению с конфискацией всего личного имущества.